# Joseph Roffo
Louis Joseph Roffo (21. januar 1879 i Paris – 5. februar 1933 smst) var en fransk tovtrækker som deltog i OL 1900 i Paris.
Roffo vandt en sølvmedalje i tovtrækning under OL 1900 i Paris. Han var med på det franske hold som kom på en andenplads.